# Nothoscordum empedradense
Nothoscordum empedradense är en amaryllisväxtart som beskrevs av Pierfelice Ravenna. Nothoscordum empedradense ingår i släktet vaniljlökar, och familjen amaryllisväxter. Inga underarter finns listade i Catalogue of Life.